# روبرت إل. جونسون
روبرت لويس جونسون (بالإنجليزية: Robert Louis Johnson)‏ هو كبير الإداريين التنفيذيين أمريكي، ولد في 8 أبريل 1946 في هيكوري في الولايات المتحدة.

## وصلات خارجية
- روبرت إل. جونسون على موقع الموسوعة البريطانية (الإنجليزية)
- روبرت إل. جونسون على موقع إن إن دي بي (الإنجليزية)